# Galbella perrieri
Galbella perrieri es una especie de escarabajo del género Galbella, familia Buprestidae. Fue descrita científicamente por Fairmaire en 1900.